# Sundance (Wyoming)
Sundance és un poble de Wyoming, als Estats Units. Es localitza al Comtat de Crook dins de l'estat, i n'és la seu de comtat.

## Demografia
Segons el cens dels Estats Units del 2000 Sundance tenia 1.161 habitants, 476 habitatges, i 318 famílies. La densitat de població era de 225,3 habitants/km².
Dels 476 habitatges en un 27,7% hi vivien nens de menys de 18 anys, en un 59% hi vivien parelles casades, en un 6,1% dones solteres, i en un 33% no eren unitats familiars. En el 29,4% dels habitatges hi vivien persones soles el 14,3% de les quals corresponia a persones de 65 anys o més que vivien soles. El nombre mitjà de persones vivint en cada habitatge era de 2,34 i el nombre mitjà de persones que vivien en cada família era de 2,91.
Per edats la població es repartia de la següent manera: un 24,1% tenia menys de 18 anys, un 5,8% entre 18 i 24, un 24,7% entre 25 i 44, un 24,3% de 45 a 60 i un 21,1% 65 anys o més.
L'edat mediana era de 42 anys. Per cada 100 dones de 18 o més anys hi havia 87,4 homes.
La renda mediana per habitatge era de 41.029 $ i la renda mediana per família de 50.598 $. Els homes tenien una renda mediana de 33.750 $ mentre que les dones 21.000 $. La renda per capita de la població era de 18.300 $. Entorn del 3,2% de les famílies i el 6,4% de la població estaven per davall del llindar de pobresa.

## Poblacions properes
El següent diagrama mostra les poblacions més properes.